# Iglesia de San Francisco (Guadix)
La iglesia de San Francisco es un templo y convento católico la ciudad española de Guadix, Granada..

## Historia
La iglesia de San Francisco, junto con el convento de los Franciscanos, fue mandada construir en el año 1490, por los Reyes Católicos, pero no se haría efectivo hasta el año siguiente. Esta antigüedad la denotan sin duda sus estructuras. Ambas construcciones están ubicadas teóricamente en una antigua parcela perteneciente al caudillo nazarí Hamete. Junto con otras edificaciones religiosas, la iglesia y el asentamiento en el convento de la orden franciscana suponía un impulso a la evangelización de la población mudéjar, siendo esta la primera iglesia de la ciudad tras la conquista.

## Descripción

### Fachada
Su portada está protagonizada por una extrema sencillez a través de elementos del gótico. 

### Interior
En el interior, una sola nave con la capilla mayor, a la que se accede a través de un arco apuntado sobre pilastras de carácter igualmente sencillo. Las estructuras están elaboradas con cajones de tapial y machones de ladrillo, exceptuando la capilla construida en su totalidad con ladrillo con aparejo inglés. Construcciones posteriores son las capillas laterales, posiblemente resultado de ampliaciones. Mecenas de estas ampliaciones fueron las familias nobiliarias de la ciudad, dotando a la iglesia de un patrimonio artístico todavía mayor. De ellas aún se identifican las lápidas, ahora colocadas fuera de su lugar original, y los escudos heráldicos sobre los arcos de acceso a las capillas. La capilla mayor, por ejemplo, pertenecía a la familia de los Pérez de Barradas y Figueroa, costeando además su retablo, del que no queda nada, realizado por el escultor Gabriel de Freila y los pintores Juan Antonio de Aguilar y José del Olmo. La torre pertenecería igualmente a dichas reformas, convirtiéndose finalmente en campanario. Estas reformas quedan demostradas en las diferencias constructivas, como son las diferentes dimensiones de los arcos de las numerosas capillas, siendo las más antiguas las ubicadas cerca del arco toral.
Además del mecenazgo de las familias nobiliarias, la iglesia estaba acompañada por la creación de varias cofradías, como podemos identificar en algunas imágenes de las capillas de la iglesia. Entre ellas se encuentran la de Nuestra Señora del Rosario, la Limpia Concepción de María y la de San Diego.
Las cubiertas, como suele ocurrir en las iglesias de la ciudad, tienen un valor histórico-artístico importantísimo. La armadura de la nave central es un gran artesón con limas moamares a los pies y que junto al arco toral, se ochava sobre pechinas planas, decoradas mediante lacerías. Además, la armadura tiene labor del jaldetas y una cupulita de mocárabe, así como el uso de canes y apeinazados, como se puede ver en el refuerzo de la armadura con seis pares de tirantes dobles apeinazados, teniendo mayor decoración el ubicado en la parte del arco toral. El uso de los canes con el perfil lobulado proviene posiblemente del área toledana. En el paño central, aún se conservan, pero en muy mal estado, cuatro sinos octogonales con el escudo de la orden.
La armadura de la capilla principal es de estructura ochavada apeinazada con formas de estrellas y crucetas, exceptuando el harneruelo, con forma de ruedas de ocho. En el centro, una piña de mocárabe. Toda la armadura tiene una policromía suave y discreta, dibujando en el arrocabe los escudos de la familia Pérez Barradas. 
La armadura del coro es de alfarje con seis vigas de papo liso y contrapares perfilados con labor de menados a base de alfardones lobulados y chillas estrelladas. Además, en el destaca una inscripción que se prolonga por donde hoy están ubicadas las tribunas, en la que dice así:

ISQVIERDO REJIDOR Y COREO MAIOR DE ESTA CIVDAD/SU MUJER Y HEREDEROS. AÑO DE 1664.

A pesar de la fecha, los elementos que constituyen el coro son anteriores, ya que esta inscripción hace alusión a los enterramientos que hay bajo el coro y no al coro mismo. 
La capilla principal es de estructura rectangular con elementos decorativos pertenecientes ya al Barroco. Junto a esta capilla, a su derecha, se encuentra la antigua sacristía, de planta igualmente rectangular y cubierta con bóveda de medio cañón deprimida, del siglo XVIII. Arriba y de construcción posterior es el campanario, con vanos dobles adaptados para la colocación de las campanas. Las otras dos capillas junto al arco toral constituyen un falso crucero.

## Convento
Respecto al convento, ha pasado a lo largo de los siglos por diferentes usos desde cuartel durante la invasión francesa hasta residencia de ancianos por lo que su estructura original se halla bastante modificada. Consta de un patio central, con doble galería a su alrededor. En torno a este patio se disponen diversas estancias conventuales. Actualmente se encuentra abandonado.
El convento es, junto con el de Santo Domingo y Santa Clara, uno de los más antiguos de Guadix, construido entre finales del siglo XV y principios del siglo XVI por mandato del famoso Cardenal Cisneros y del por entonces obispo de Guadix, fray García de Quixada. Las hermanas de los Pobres Desamparados serían las últimas en ocupar el convento hasta su posterior abandono.
La construcción, adosada a uno de los costados de la iglesia, se encuentra en un estado lamentable, ya que está en un completo abandono con el consiguiente proceso de deterioro. Sin embargo a pesar de ello y los diferentes procesos históricos que afectaron al inmueble, conserva su estructura original en lo referente a la organización de las estancias organizadas en torno a un claustro de grandes dimensiones al que se accede a través de un zaguán. El patio tiene galerías con arcos de medio punto sobre columnas en el cuerpo inferior y rebajados en la galería superior, todo realizado en ladrillo. El resto del convento se encuentra muy modificado, habiendo adaptado las estructuras interiores a las diferentes exigencias funcionales de cada momento. Existe un segundo espacio dedicado a huerta con estructuras impropias y modificaciones importantes.
El conjunto fue declarado, en 1983, Monumento Nacional (B.I.C. 12/07/1983).